# The Beatles Anthology
The Beatles Anthology là dự án tài liệu với 3 album kép theo kèm với tư liệu về ban nhạc huyền thoại The Beatles. Paul McCartney, George Harrison và Ringo Starr trực tiếp tham gia vào việc thực hiện và chỉnh sửa, điều đó dẫn tới việc đôi khi khoảng thời gian này được gọi là Anthology với ban nhạc.
The Beatles Anthology được quay từ tháng 11 năm 1995, các bản mở rộng được phát hành trên VHS và Laserdisc vào năm 1996 và DVD năm 1997. Bộ phim tài liệu được thực hiện qua các đoạn phỏng vấn The Beatles cùng với những đoạn dẫn kể lại lịch sử của ban nhạc qua những thước phim và những cảnh quay ngắn trên sân khấu. Album đầu tiên trong ấn bản này được ra mắt cùng lúc với việc thực hiện phim tài liệu vào tháng 11 năm 1995, và 2 album tiếp theo được phát hành sau đó vào năm 1996. Các album này bao gồm các phần trình diễn và bản nháp chưa từng được phát hành được trình bày theo thứ tự thời gian, kèm với đó là hai bản thu lại từ các sáng tác theo bản nháp băng từ của John Lennon. Cuốn sách tư liệu được ra mắt vào năm 2000, song song với bộ phim tài liệu cũng giới thiệu về lịch sử ban nhạc cùng với những câu nói kinh điển từ các buổi phỏng vấn.

## Phim tài liệu
Tháng 5 năm 1995, dự án Anthology được giới thiệu rộng rãi qua các buổi họp báo. Gần 100 quốc gia đã đăng ký xin bản quyền để trình chiếu những thước phim tài liệu này với giá tổng cộng lên tới 65 triệu $. Với tổng kinh phí là 11 triệu $, phần lãi được chia đều cho các Beatle còn sống và Yoko Ono. Đây là một con số vô cùng ấn tượng nếu ta biết rằng họ chỉ cho phát hành theo kèm 3 album-kép và một ấn bản DVD.
Serie The Beatles Anthology được chiếu tại 94 quốc gia với tổng cộng ít nhất 418 triệu người xem. Mặt khác, các đoạn phỏng vấn nổi tiếng được cắt nhỏ để trình chiếu cũng được theo dõi bởi ít nhất 1 tỉ người.
Bám theo những gì có trong cuốn sách được phát hành 5 năm sau đó, The Beatles đã kể lại câu chuyện xung quanh sự nghiệp của ban nhạc qua những hình ảnh, và đôi khi là cả những thước phim. Neil Aspinall, George Martin và Derek Taylor cũng có rất nhiều đóng góp khối công việc đồ sộ này.
Vào năm 2003, toàn bộ serie đã được tổng hợp và phát hành qua một ấn bản bao gồm 5 DVD. Trong DVD bonus, Paul McCartney, Ringo Starr và George Harrison có chơi cùng nhau một số đoạn nhạc sáng tác bởi Harrison vào giữa những năm 90. Họ đặt tên chúng là "Threetles". Họ cũng thực hiện cùng George Martin tại Abbey Road Studios để chỉnh sửa và nghe lại các ca khúc như "Tomorrow Never Knows" hay "Golden Slumbers",...
- DVD 1: Tập 1 và 2 (từ tháng 7 năm 1958 tới tháng 2 năm 1964)
- DVD 2: Tập 3 và 4 (từ tháng 2 năm 1964 tới tháng 8 năm 1965)
- DVD 3: Tập 5 và 6 (từ tháng 8 năm 1965 tới tháng 6 năm 1967)
- DVD 4: Tập 7 và 8 (từ tháng 6 năm 1967 tới khi tan rã)
- DVD 5: Bonus

## Album
Trước khi phát hành bộ phim, 3 album-kép được phát hành, bao gồm những CD-kép và 3 đĩa than của hầu hết những ca khúc chưa từng phát hành của The Beatles (các ca khúc khác là từ thời Tony Sheridan), cho dù rất nhiều ca khúc đã từng nằm trong các ấn phẩm trước đó.
Chỉ 2 ngày sau khi lên sóng trên một chương trình truyền hình đặc biệt, Anthology 1 đã xuất hiện tại quầy, bao gồm các bản thu từ thời The Quarrymen và những bản thu nổi tiếng đã từng bị Decca Records từ chối, cùng với đó là rất nhiều bản nháp và demo của ban nhạc trong 4 album đầu tay. Album cũng bao gồm cả ca khúc "Lend Me Your Comb" nằm trong tuyển tập Live at the BBC vừa được phát hành vào năm 1994. Ca khúc "Free as a Bird" là ca khúc mở đầu album. 450.000 bản của Anthology 1 được bán hết ngay trong ngày đầu tiên đã giúp Anthology 1 trở thành album bán chạy nhất (trong ngày đầu tiên phát hành) của mọi thời đại. Tay trống đầu tiên của nhóm, Pete Best – người bị thay thế bởi Ringo Starr vào năm 1962 – cuối cùng cũng có tên trong thành phần tham gia sản xuất của The Beatles khi đã từng đóng góp vào những bản nháp đầu tiên của ban nhạc.
Anthology 2 được phát hành vào ngày 17 tháng 3 năm 1996. Album tập hợp những bản nháp và demo của The Beatles trong các album Help!, Rubber Soul, Revolver, Sgt. Pepper's Lonely Hearts Club Band, và Magical Mystery Tour. Album cũng bao gồm bản thu đầu tiên của "Strawberry Fields Forever" bởi Lennon, vốn chỉ xuất hiện trong lưu trữ của các nhà phát hành. Ca khúc "Real Love" cũng giống "Free as a Bird" là một bản thu lại từ bản nháp trên băng từ của Lennon.
Anthology 3 được phát hành vào ngày 28 tháng 10 năm 1996 là các bản nháp và demo của Album trắng, Abbey Road, và Let It Be, cùng với đó là một số bản thu của Harrison và McCartney được thâu trong thời kỳ Beatles song nằm trong các dự án solo sau này.
Bìa đĩa
Khi đặt cả ba phần bìa đĩa cạnh nhau, ta sẽ có được một tấm áp-phích lớn bao gồm nhiều poster và bìa đĩa tại những khoảnh khắc khác nhau trong sự nghiệp của The Beatles. Klaus Voormann, người từng thiết kế bìa cho album Revolver năm 1966, là người thực hiện công việc này. Phần bìa của Anthology đã buộc Voorman phải sử dụng lại những nguyên liệu mà ông từng làm với Revolver. Trong video của "Free as a Bird", phần bìa này xuất hiện như một poster dán ở cửa sổ quầy hàng khi camera lướt nhanh qua dãy phố. Thiết kế này cũng đồng nhất với các ấn phẩm trên VHS, laserdisc và DVD, và hoàn toàn có thể nhìn hoàn thiện nếu đặt chúng cạnh nhau. Sau khi Anthology 3 được phát hành, cửa hàng của HMV cho bán một số lượng giới hạn các tấm thiệp thiết kế từ phần bìa này, trong đó mỗi tấm thiệp là một nửa của phần bìa.
Phát hành kỹ thuật số và Anthology Highlights
Bộ 3 Anthology xuất hiện trên iTunes Store vào ngày 14 tháng 7 năm 2011, cùng với đó là một ấn bản đặc biệt có tên Anthology Highlights bao gồm các bài hát chọn lọc từ 3 album này.
Danh sách ca khúc của Anthology Highlights
1. "Free As a Bird" - 4:25
2. "One After 909" (bản dài) - 2:55
3. "That Means a Lot" - 2:26
4. "Leave My Kitten Alone" - 2:56
5. "If You've Got Trouble" - 2:48
6. "Can't Buy Me Love" - 2:10
7. "Mr. Moonlight" - 2:47
8. "Kansas City / Hey-Hey-Hey-Hey!" - 2:46
9. "Eight Days a Week" (bản dài) - 2:47
10. "I'm Looking Through You" - 2:53
11. "Yesterday" - 2:34
12. "Tomorrow Never Knows" - 3:14
13. "Strawberry Fields Forever" (bản đầu tiên) - 2:34
14. "Across The Universe" - 3:30
15. "Something" - 3:18
16. "Not Guilty" - 3:22
17. "Octopus's Garden" - 2:49
18. "All Things Must Pass" - 3:04
19. "Come and Get It" - 2:30
20. "Good Night" - 2:38
21. "While My Guitar Gently Weeps" - 3:27
22. "The Long and Winding Road" - 3:41
23. "Real Love" - 3:54

## Sách
Cuốn sách The Beatles Anthology được phát hành vào tháng 10 năm 2000, trong đó bao gồm các bài phỏng vấn đầy đủ của cả bốn thành viên và các nhân vật liên quan, cùng với đó là những bức ảnh hiếm. Rất nhiều câu nói hay đã được cho vào bộ phim tài liệu. Cuốn sách được thiết kế theo khổ lớn, bao gồm nhiều hình ảnh sáng tạo, một vài bức hình ấn tượng và những ảnh chụp màu liên quan tới lịch sử ban nhạc, một số ảnh chụp trang phục cùng với vô vàn những kiểu chữ và sắp đặt khác nhau. Cuốn sách nằm trong top những cuốn sách bán chạy nhất trong năm của tờ New York Times. Năm 2002, nó được tái bản với loại giấy mỏng hơn.